# Надбискуп кентерберијски
Надбискуп кентерберијски (енгл. Archbishop of Canterbury) поглавар је Цркве Енглеске, духовни вођа Англиканске заједнице, метрополит Кентерберијске провинције и дијецезански бискуп Кентерберијске дијецезе.
Од 2003, надбискуп кентерберијски је Џастин Велби (енгл. Justin Welby).

## Историја
Садашњи надбискуп кентерберијски је Џастин Велби и он је 105. по реду. Служба надбискупа кентерберијског успостављена је прије више од 1.400 година, од стране Светог Августина Кентерберијског, који је 597. године основао Католичку цркву у Енглеској. Од времена Светог Августина па до 16. вијека, надбискупи кентерберијски су били у пуном општењу са Светом столицом. За вријеме реформације у Енглеској, Црква Енглеске се одвојила од папе и Католичке цркве. У почетку је то било привремено, за вријеме Хенрија VIII и Едварда VI, а касније за стално, за вријеме Елизабете I.
У средњем вијеку, било је више начина именовања надбискупа кентерберијског и других бискупа. У различитим временима, избор су вршили каноници Кентерберијске катедрале, енглески краљ или папа. Након реформације у Енглеској, Црква Енглеске је постала државна црква, а избор формално врши монарх. Фактички, избор у име монарха врши премијер, са листе коју предлаже ад хок комитет под називом Краљевска комисија за именовања.

## Улога
Данас, надбискуп кентерберијски врши сљедеће важније дужности:
- он је дијецезански бискуп Кентерберијске дијецезе, која покрива источни дио Грофовије Кент. Основана је 597. године и најстарија је дијецеза Цркве Енглеске;
- он је метрополит Кентерберијске провинције, која покрива 2/3 Енглеске;
- он је примат све Енглеске, и као такав је главни духовни вођа Цркве Енглеске (монарх је „врховни гувернер“). Заједно са надбискупом јоршким предсједава Генералним синодом и многим црквеним важнијим одборима и комисијама. Надбискуп кентерберијски игра водећу улогу приликом националних церемонија, нпр. крунисања.
- он је духовни вођа Англиканске заједнице, и као такав је признат као први међу једнаким (лат. primus inter pares) англиканским приматима широм свијета.

Надбискуп кентерберијски је и духовни лорд, односно члан Дома лордова. Он је један од највиших рангираних лица у Енглеској и један од највиших рангираних не-краљевских лица у Уједињеном Краљевству.